# Sign (JUJUの曲)
「sign」（サイン）は、JUJUの20枚目のシングル。2012年1月25日にソニー・ミュージックアソシエイテッドレコーズから発売された。

## 概要
表題曲「sign」は、TBSドラマ『新参者』の劇場版である映画『麒麟の翼』の主題歌に起用された。今作は、JUJUと幾多の作品を共に作りだしてきた作曲：川口大輔、作詞：牧穂エミ、編曲：松浦晃久の布陣で作られている。

## 収録曲
1. sign [6:05]
作詞：牧穂エミ、作曲：川口大輔、編曲：松浦晃久
映画『麒麟の翼』主題歌
2. Be Myself  [4:34]
作詞：H.U.B.、作曲・編曲：Jin Nakamura
3. 追憶 [5:03]
作詞：荒木とよひさ、作曲：根本要、編曲：松浦晃久
4. sign -Instrumental-